# Воротников, Антоний Павлович
Антоний Павлович Воротников (1857—1937) — драматург, беллетрист, переводчик, журналист, режиссёр, сценарист.

## Биография
Сын композитора П. М. Воротникова. Учился в 3-м Александровском военном училище (1873―1875). С 1876 года служил в крепостной артиллерии Киева, с 1885 года ― Петербурга. Вышел в отставку (1900) в чине подполковника. Выступал с литературными и театральными рецензиями в журнале «Золотое руно». В 1897 году издал драму «На рассвете», авторское определение жанра которой ― «историческая фантазия» ― характеризует принцип использования Воротниковым фактического материала и в других драматических произведениях. Европейское средневековье («Анна Ярославна, королева Франции» ― 1901), Палестина XII в. («Рыцари веры» ― 1903), Рим первых веков христианства («Призывы» ― 1910), Россия времени императрицы Елизаветы Петровны («Шествие победное» ― 1915).
Прозаические произведения Воротникова имеют подобную направленность (сборник «В старых стенах. Повести южных берегов» ― 1899; «Исторические рассказы и очерки» ― 1916), часто представляли собой вариации его драматических сочинений. Воротников обращался и к современной тематике, например, в драме «Белые ночи» (1904), а также экспериментировал в духе модернистского театра (драматическая поэма «Теа» (1906) ― о богине, гибнущей от земной любви. Воротников переводил Плавта, Г. Ибсена, Г. Гауптмана, Г. Д’Аннунцио, М. Метерлинка, Э. Верхарна. В 1898 году во время пребывания Воротникова в Париже осуществлению его переводческих замыслов пытался способствовать П. Валери, отправивший письмо Ф. Д. Батюшкову.
Как режиссер, антрепренёр-мечтатель, фантазёр, Воротников снискал достаточно широкую известность в литературных и театральных кругах (был дружен с М. А. Кузминым и Б. А. Садовским, принадлежал к Московскому литературно-художественному кружку). В 1907 году был одним из организаторов в Москве Нового драматического театра, в 1908 году ― режиссёр в театре Незлобина. В 1911 году по рекомендации А. И. Южина Воротников получил антрепризу в открывающемся здании театра имени Ф. Волкова в Ярославле. Собрал сильную труппу, подготовил серьёзный репертуар. 28 сентября 1911 года состоялась торжественная церемония открытия нового здания театра. Труппа Воротникова показала в этот день премьеру спектакля «Гроза» Островского. В 1915 году ― режиссёр в театре Яворской. Активно работал в кинематографе (1916―1917), сценарист и режиссёр фильмов «Ванька-Ключник», «Чёрная шаль» и других. После Октябрьской революции эмигрировал в Константинополь, затем жил в Риме. С начала 1920-х жил в Париже. Преподавал историю изобразительного искусства в парижской Студии кинематографического творчества (1924). Снимался в небольших ролях в кино. В 1929 году снялся в фильмах «Casanova» А. А. Волкова и «Monte-Cristo» А. Фекура. Выступал на вечерах с чтением своих рассказов. В 1929 году был приглашён советником по русским вопросам в фирму «Франко-фильм» на съёмки фильма «Княжна Тараканова». В 1930 году в Париже опубликовал драму «Анна Ярославна, королева Франции». Последние годы жил в Ницце, где и скончался в глубокой бедности.